# Redemptoristická kolej (Jablonec nad Nisou)
Redemptoristická kolej existovala v Jablonci nad Nisou asi od roku 1939 do roku 1950.

## Historie konventu

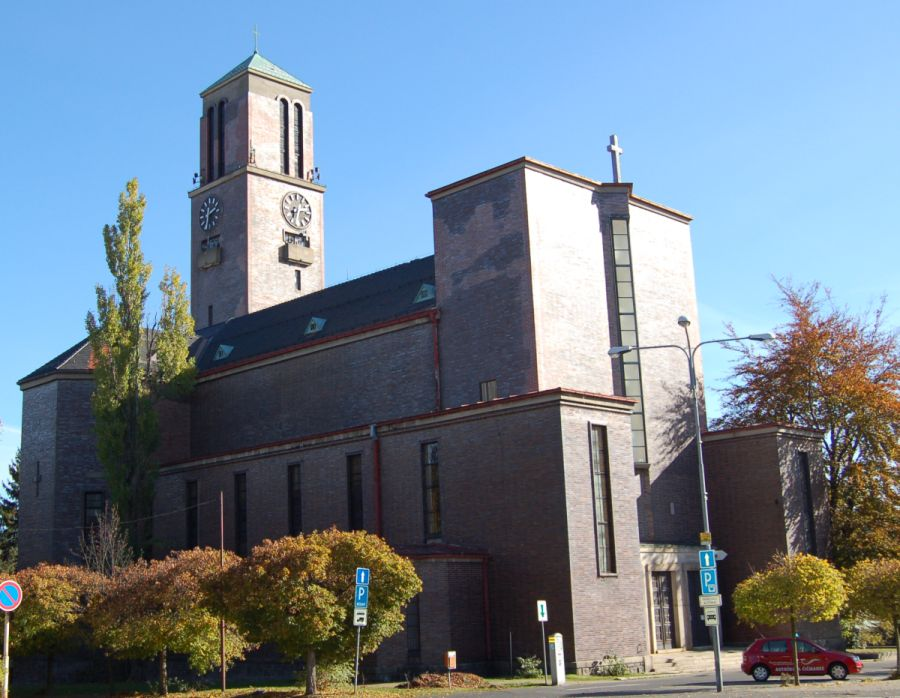
Kostel Nejsvětějšího Srdce Ježíšova v Jablonci nad Nisou

Jednalo se o v pořadí třetí redemptoristický klášter založený v litoměřické diecézi. Na rozdíl od redemptoristického konventu ve Světci (1901-1903) byla tato kolej úspěšnější. Redemptoristická kolej v Jablonci nad Nisou byla zřízena při chrámu Nejsvětějšího Srdce.
Protože k založení došlo až ve válečné době, chybějí bližší podrobnosti o vzniku a další činnosti redemptoristické koleje v Jablonci. Kolej zanikla v rámci Akce K, kdy v roce 1950 přepadla Státní bezpečnost kláštery a jejich obyvatele odvlékla do internace.